# Gunung Intan (Halongonan)
Gunung Intan is een bestuurslaag in het regentschap Padang Lawas Utara van de provincie Noord-Sumatra, Indonesië. Gunung Intan telt 120 inwoners (volkstelling 2010).